# سیارک ۱۵۰۷۲
سیارک ۱۵۰۷۲ (به انگلیسی: 15072 Landolt، نامگذاری:1999BS12) پانزده هزار و هفتاد و دومین سیارک کشف شده‌است که در ۲۵ ژانویه ۱۹۹۹ کشف شد.
قدر مطلق سیارک برابر ۱۴٫۹۰ است.